# Какво? Къде? Кога?
„Какво? Къде? Кога?“ (на руски: Что? Где? Когда?) е интелектуална игра, възникнала в СССР, която е най-разпространена в рускоезичните страни.
Създадена е през 1975 г. от телевизионния водещ Владимир Ворошилов. Играта бързо става толкова популярна, че освен оригиналната телевизионна версия се появява и спортен вариант. Отборите са от по 6 (в спортния вариант до 8) души. Те са длъжни да отговарят на въпроси, като имат за обсъждане 1 минута. Въпросите са така подбрани, че да може да се отговори с общи учебни познания и вярна логика. За всеки верен отговор отборът получава 1 точка.

## Идеология
Играта изисква голяма обща култура и широк кръгозор, способност за бързо и оригинално мислене. От това описание може да се извади грешния извод, че за успешна игра е необходимо да се знаят и помнят много факти. Всъщност въпроси, които изискват да се знаят конкретни факти, обикновено се избягват. Добрият въпрос трябва да съдържа в себе си всичко необходимо за верния отговор. Освен това трябва да се използват знания от средното училище, разбира се и наблюдателност и съобразителност.

## Правила
На мястото, където се провежда състезанието стои отбора на знаещите, състоящ се от 6 души. Телевизионните зрители са изпратили свои въпроси и така състезанието се води между отбора на знаещите и своеобразния отбор на зрителите. Всеки верен отговор носи на отбора на знаещите по 1 точка. Неверният отговор носи 1 точка на отбора на зрителите. Играта свършва когато единият от отборите спечели 6 точки. Това означава, че в рамките на една телевизионна игра не може да има повече от 11 въпроса. В залата, където се провежда състезанието има кръгла маса, в центъра на която има механизъм (подобен на пумпал) с рамо. В края на рамото има стрелка, насочена към края на масата. Масата е разделена на сектори и във всеки сектор има въпрос. „Пумпалът“ се завърта от някой от играчите. Въпросът, който се играе е от сектора, в който попадне стрелката. Ако този въпрос вече е игран, се играе следващият по часовниковата стрелка.

## Въпроси

### Видове
1. Блиц. Освен обичайните въпроси, които се отговарят за 1 минута са въведени и блиц-въпроси. Такъв въпрос се състоят от 3 по-прости въпроса, но за всеки от тях отбора има 20 сек. за отговор. Отборът на знаещите печели точка само ако отговори и на 3-те въпроса.
2. Суперблиц – подобен е на блица. Разликата е там, че на въпросите отговаря само 1 от участниците.
3. Мултимедийни въпроси. Такива въпроси се задават с помощта на видео- или аудиозаписи или с използване на рисунка. В телевизионната игра записа се показва на мониторите на участниците, които са разположени над главите им.
4. Въпрос с предмет. На отбора се показва предмет и се предлага да познаят за какво служи или е служил или да го използват, за да достигнат до определен резултат.
5. Въпрос с черна кутия. На масата се изнася черна кутия. Предимството е, че отбора знае, че в кутията има нещо материално, а не абстрактно и знаят, че търсеният обект не е по-голям от размерите на кутията.

### Примери
1. Пред вас има древноегипетски ръкопис: в него се говори за някои си роб: „Той съвършено чува с двете си уши, честен и послушен е“. Този текст се разглежда като един от ранните екземпляри за какво?(Отговор: реклама.)
2. Управлението на компанията McDonald’s предполагат, че слуховете за това, че месните блюда на McDonald’s се приготвят от дъждовни червеи може лесно да се опровергаят, като се сравнят с месото. Въпрос: По какъв критерий? (Отговор: по цената. Червеите струват доста повече.)
3. Приятел на Марк Твен взел от него на заем 500 долара, обещавайки да ги върне след месец, разбира се ако е жив. Въпрос: Какво направил Марк Твен след като не получил парите си след месец? (Отговор: публикувал некролог на приятеля си)

## Телеверсия
За рожден ден на телеиграта се счита 4 септември 1975. В този ден се провежда една игра, по други правила, според които две семейства играли едно срещу друго. Играта се състои от два рунда, които се заснели в домовете на всяко от семействата.
През 1975 г. се появява пумпала. В началото с негова помощ се избира не въпрос, а играч, който да отговаря.
През 1976 играта „Какво? Къде? Кога?“ силно се променила и получила името „телевизионен младежки клуб“. Поради забрана да се появява на екрана, първото предаване на играта водил не В. Ворошилов, а Александър Масляков, реализирал по-късно проекта КВН. Първите играчи са студенти от Московския университет, които при обсъждането на въпросите гръмко разговаряли и пушили, не съществувало ограничението за 1 мин. обсъждане и всеки играел за себе си, а не в отбор.
През 1977 г. играта придобива своя окончателен вариант: стрелката показва кой въпрос да бъде игран, като има ограничение от 1 минута за провеждане на дискусия. През 1977 г. се появява и първият символ на играта – бухалът Фомка.
Първите въпроси са измислени от самия В. Ворошилов, а по-късно когато играта станала популярна, започнали да се събират въпроси от зрителите. Известно е, че всеки ден пристигали купища писма, на всяко от които трябвало да се отговори, да се изберат най-добрите въпроси, да се провери достоверността на представените факти, да се редактират въпросите и ако трябва да се намерят необходимите предмети. Тъй като един човек не може да се справи с цялата тази работа, на Ворошилов помагала съпругата му Наталия Стеценко, която дълги години оглавява отдел „Кореспонденция със зрителите“.
Първоначално няма специално наименование за играчите. През 1979 г. се появил терминът „знаещи“. Тази дума е обичайната за описание на участниците в играта, а клубовете обикновено се наричат „Клуб на знаещите“.
След разпада на Съветския съюз през 1991 г. играта става по-комерсиална и се превръща от „интелектуален клуб“ в „интелектуално казино“ (въпреки че мястото на провеждане на играта не се променя). Лозунг на играта става фразата „Интелектуално казино – единственото място, където може да се заработят пари със собствения си ум“.
Всеки въпрос има своя „стойност“, която може да се увеличава, залагайки спечелените пари на определено игрово поле. Появяват се спонсори и адвокати (Михаил Барщевски). През 1999 г. знаещите решават да прекратят играта за пари, а ценността на въпросите започва да се определя с помощта на гласуването на телевизионните зрители.
След това играта започва да се променя и тези промени продължават и до днес. Играта все повече се комерсиализира. През 1991 г. се появява нов сектор – нула („0“). Ако показателят спре на това поле, водещият на играта отива при публиката с три картончета на които са записани неговите собствени въпроси. Този вариант на играта Ворошилов нарича „игра на казиното срещу знаещите“.
През 2000 г. е въведен 13-и сектор. Когато стрелката се спре на него, трябва да се изиграе въпрос от тези, изпратени през Интернет.
След смъртта на Владимир Ворошилов през 2001 г. играта започва да води неговият осиновен син Борис Крюк. Първоначално той изопачава гласа си, а чак по-късно разкрива личността си и започва да води със своя собствен глас, въпреки че не се показва пред зрителите.
Играта протича ежегодно в 4 сезона (пролетен, летен, есенен и зимен) по пет-шест игри и остава много популярна. Съставът на знаещите се променя съвсем слабо в продължение на цялата история на играта. Някои от старите играчи излизат от играта, други идват, но този процес е съвсем бавен и незабележим.
Започвайки от 2000 в играта се приемат нови интелектуалци, така че всеки сезон играе нов отбор. Членовете на тези отбори се набират от местни клубове.
Към настоящия момент съществуват клубове на любители на „Какво? Къде? Кога?“ практически във всички големи региони на Русия и в много други страни, където живеят хора от бившия СССР. Клубовете организират игри по спортната версия на „Какво? Къде? Кога?“. Провеждат се редовни шампионати, а също и фестивали и турнири. Работата на клубовете се регулира от Международната асоциация на клубовете „Какво? Къде? Кога?“. Издава се и вестник „Игра“, в които се информира за ключовите събития в игрите „Какво? Къде? Кога?“ и „КВН“.

## Призове и титли

### Сови
- „Знак на совата“. Връчен е на най-добрия играч от 1981 г., за какъвто е признат Александър Бялко.[8]
- „Кристална сова“. Призът е въведен през 1984 г. и се връчва на най-добрия играч от отбора на знаещите и най-добрия от своеобразния отбор на зрителите.[9]
- „Брилянтна сова“. Получава я най-добрия играч според резултата си през годината. Призът е основан през 2002 г.[10]

### Сако
- „червеното сако“ е отличителен знак за „безсмъртен член на клуба“, човек, който може да остане в клуба дори и неговия отбор да загуби.

### Пагони
- Дават се на най-добрия капитан според резултатите за сезона.

### Магистри
От 1995 г., на всеки юбилеен сезон, един от знаещите придобива званието магистър. Такива са:
1. Александър Друз (от 1995)
2. Максим Поташов (от 2000)
3. Виктор Сиднев (от 2005)
4. Андрей Козлов (от 2008)
5. Елизавета Овдеенко (от 2018)

## Музика
Телевизионната игра става толкова популярна, че нейната музика вече се асоциира само с нея. Някои от музикалните теми придобиват огромна популярност и се използват и при други викторини. Основната мелодия, звучаща в заставката на играта е встъпителната част от симфоничната поема на Рихард Щраус „Тъй рече Заратустра“. Освен това в началото на играта звучи фрагмент от арията на Герман от операта „Дама Пика“ и други епизоди от същата опера. По време на играта между кръговите в играта звучи фрагмент от „Рапсодия в синьо“ на Гершуин.
В края на играта звучи симфонията на Сен-Санс „Танц на смъртта“.

## Спортна версия
За разлика от телевизионната версия на играта, спортният ѝ вариант остава неизвестен за голяма част от хората, основно поради факта, че въпросите в турнирите са доста по сложни от тези в телевизионното предаване и нерядко остават неразбрани от странични хора, дори и след като им се обясни правилния отговор.
Играта е известна предимно в самото движение и човек попада там случайно – чрез свои приятели, познати или случайно, виждайки обява. Клубовете, в които се игра „Какво? Къде? Кога?“ редовно провеждат свои сбирки.

## Известни участници
Много от играчите са били много популярни както в предишния Съветски съюз, така и днес в Русия. Най-добрите от тях получават различни почетни награди като Кристална сова, титлата безсмъртен играч на Какво? Къде? Кога, червено сако. В някои от сезоните наградите включват автомобили и големи суми пари (основно когато има известни спонсори).
Някои от най-известните участници в играта:
- Александър Друз, магистър на играта, притежател на призовете Кристална сова, червено сако и титлата „Пожизнен член на клуба“, инженер-програмист, работи за телевизията[11] Санкт-Петербург).
- Максим Поташов, магистър, математик, работи в застрахователна агенция[12] (Москва).
- Фьодор Двинятин, филолог (Санкт-Петербург).
- Борис Бурда, журналист, писател, бард, кулинар (Одеса).
- Ровшан Аскеров, журналист, историк[13] (род. Баку, днес Москва[ неясно? ]).
- Елена Орлова (Москва).
- Александър Рубин, началник на рекламния отдел на летище Шереметиево[14] (Москва).
- Михаил Мун, математик[15] (Санкт-Петербург).

## В България
През ноември 1987 г. предаването гостува в България, като са заснети 3 епизода в НДК. Българският отбор е съставен от Националния клуб на знаещите в състав Татяна Чипилева, Святозар Колев, Илиан Димитров, Нейко Нейков, Румен Вълчев, Иван Милошев – капитан и Николай Матов (резервен играч). В съветския отбор са Никита Шангин, Александър Друз, Сергей Пестов, Олег Долгов, Александър Бялко и Виктор Сиднев – капитан. В първия епизод на 13 ноември съветският тим печели срещу българските зрители, на 14 ноември българският отбор печели срещу съветските зрители. Във финала на 15 ноември двата тима се изправят един срещу друг и СССР печели с 6:4. Кристалната сова е връчена на Нейко Нейков, а еквивалентният приз, даван от българска страна – порцеланов охлюв, е спечелен от Олег Долгов. В музикалните паузи в трите дни свирят Трио „Милена“, Васил Найденов и Веселые ребята.
В България има клубове на знаещите от повече от 20 г. Те са обединени от Национална асоциация на знаещите. В нея влизат отбори от градовете София, Варна, Бургас, Добрич, Русе, Силистра и др. Сбирките обикновено се провеждат всяка седмица. Клубове на знаещите има в част от училищата в България. Съвместно с някои медии състезанията (вкл. междуградските) се излъчват по регионалните телевизии, както и се водят игри в радиоефира.